# Piero Italiani
Piero Italiani (Pescara, 26 marzo 1962) è un ex tuffatore italiano.

## Biografia
Nato a Pescara nel 1962, è non udente dalla nascita. Si è avvicinato ai tuffi all'età di 12 anni.
Nel 1978 è stato campione europeo giovanile nella piattaforma a Firenze, dove ha vinto anche l'argento nel trampolino 3 metri.
Nel 1983, ai Giochi del Mediterraneo di Casablanca, è stato bronzo nel trampolino 3 metri, con 575.00 punti, dietro all'altro italiano Massimo Castellani e allo spagnolo Ricardo Camacho.
A 22 anni ha preso parte ai Giochi olimpici di Los Angeles 1984, nel trampolino 3 metri, riuscendo ad accedere alla finale a 12, terminando 6º con 578.94 punti.
Nel 1987 ha vinto due medaglie ai Giochi del Mediterraneo di Laodicea: un argento nella piattaforma 10 metri, dove ha chiuso con 549.25 punti dietro al connazionale Oscar Bertone e l'oro nel trampolino 3 metri, con 578.05.
L'anno successivo ha partecipato alla sua seconda Olimpiade, quella di Seul 1988, nel trampolino 3 metri, non riuscendo ad accedere alla finale, chiudendo 16º con 542.67 punti.

## Palmarès

### Giochi del Mediterraneo
- 3 medaglie:
  - 1 oro (Trampolino 3 metri a Laodicea 1987)
  - 1 argento (Piattaforma 10 metri a Laodicea 1987)
  - 1 bronzo (Trampolino 3 metri a Casablanca 1983)

### Europei giovanili
- 2 medaglie:
  - 1 oro (Piattaforma a Firenze 1978)
  - 1 argento (Trampolino 3 metri a Firenze 1978)

### Deaflympics
- 1 medaglia:
  - 1 argento (Pallanuoto a Sofia 1993)